# Dereköy, Uluborlu
Dere là một xã thuộc huyện Uluborlu, tỉnh Isparta, Thổ Nhĩ Kỳ. Dân số thời điểm năm 2011 là 317 người.